# Голов, Андрей Михайлович
Андрей Михайлович Голов (13 февраля 1954, Москва — 2 сентября 2008, там же) — русский поэт, переводчик и прозаик, библиофил. Член Союза писателей России (1994), член Союза литераторов России (1997).

## Биография
Андрей Михайлович Голов родился 13 февраля 1954 года в Москве в семье служащих. С 1975 года, окончив курсы иностранных языков при Институте им. М. Тореза, более 20 лет работал переводчиком научно-технической литературы на оборонном заводе.
С девятнадцати лет стал инвалидом, передвигался в инвалидной коляске.
Скончался в 2 сентября 2008 года в Москве.

### Семья
Жена — Светлана Валентиновна Голова.

## Творчество
Все то, что недописано судьбой,

Молитвой, плотью, творчеством, дорогой,

Однажды посмеется над тобой

И подведет итог настолько строгий,

Что дрогнет закосневшая душа,

Не в силах с обреченностью смириться,

И — взмолится Христу, едва дыша:

— Чувств просвети простую пятерицу!

И мнози позовут твой дух во тьму,

И неции укажут тропку к свету —

А ты замрешь, не в силах ни тому,

Ни этому последовать завету.

И на краю никчемности чудес

Узреешь в страхе, вставши на котурны:

Господень ангел и невемый бес

Твой путь и жребий достают из урны.

И высока и осияна высь,

И все земное тщетно и ничтожно,

И ты взыскуешь верить и спастись —

Но человеку это невозможно.
Поэт
Как поэт печатался с 1972 года в многотиражной газете «Звезда» и альманахе «Поэзия», в последующие годы — в журналах «Знамя» (1994, № 4; 1995, № 6), «Дружба народов» (1998, № 6), «Огонёк», «Юность», «Стрелец», «Арион».
Автор нескольких поэтических сборников («Прикосновение», 1988; «Водосвятье», 1990; «Бред памяти», 1995; «На берегу времени», 1997). Последний сборник стихотворений «Попытка к бытию» был издан под псевдонимом Фотиандр Метаноик, объединившим двух авторов — А. Голова и супругу Светлану Голову.
Стихи Голова, с их плотной вязью и отточенно раскручиваемой спиралью мысли, являются свидетельством эрудиции и тонкого поэтического слуха автора. Они насыщены реалиями всех времен и народов, исполнены своеобразного «логаэдического» ритма при удивительном слиянием всегда устойчивой формы с нетривиальным содержанием.

Более всего в его стихах поражает необъятность поэтического пространства, вмещающего культурные слои многих времен и народов.— Т. Петрова
Ряд произведений А. Голова переведён на сербский язык.
Переводчик
А. Голов переводил с английского и немецкого языков книги на разные темы: по культурологии, мистическую беллетристику, путеводители, образовательную историко-познавательную литературу для юношества и пр. В издательствах «Эксмо», «Росмэн», «Водолей», «Polyglott — Дубль В» вышло более 50 книг в его переводах (переводы Радована Караджича, Джорджо Сладое, Брана Црнчевича, Рильке, Эзры Паунда, Льюиса Кэрролла).
Наибольшую известность А.Голову принёс выполненный им первый русский перевод романа Льюиса Кэрролла «Сильвия и Бруно».

### Избранные публикации
Источник — Электронные каталоги РНБ
- Голов А. М. Бред памяти. — М. : РБП, 1994. — 7 с. — (Рекламная библиотечка поэзии).
- Голов А. Водосвятие : Стихи // Сабиров В. Зимогор. — М.: Мол. гвардия, 1990. — 102+6 с. — (Библиотека журнала ЦК ВЛКСМ «Молодая гвардия»; № 25 (440)). — ISBN 5-235-01626-2
- Голов А. М. Колдовские законы Запределья : [фантастическая повесть]. — М.: Маска, 2008. — 527 с. — ISBN 978-5-91146-165-2
- Голов А. М. На берегу времени : Избр. стихотвор. медитации. — М. : Ред.-изд. фирма «Рой», 1997. — 256 с. — ISBN 5-89956-079-7
- Голов А. М. Прикосновение. — М. : Мол. гвардия, 1988. — 143 с. — (Молодые голоса). — ISBN 5-235-00219-9
- Фотиандр Метаноик. Попытка к бытию: Стихотворения и филологизмы. — М.: Вазахар, 2006. — 656 с.

См. также:
- Андрей Голов. Стихотворения. Русский переплёт. Дата обращения: 8 марта 2016.
- Андрей Голов. Поэзия // Наш современник. — 2009. — № 4.

Источник — Электронные каталоги РНБ
- Большая детская энциклопедия досуга : [для мл. и сред. шк. возраста / пер. с англ. А. Голова и др.]. — М.: Росмэн, 2006. — 288 с. — ISBN 5-257-01051-8
- Большой подарок для девочки : Прически. Украшения. Поделки : [Для мл. и сред. шк. возраста / Пер. с англ. А. М. Голова, Л. Я. Гальперштейна]. — М.: РОСМЭН, 2002. — 190 с. — ISBN 5-353-00294-6
  -  — М : Росмэн Росмэн-издат, 2003. — 190 с. — ISBN 5-8451-0953-1
- Большая детская энциклопедия досуга : [Для мл. и сред. шк. возраста / Пер. с англ. А. Голова и др.]. — М.: Росмэн, 2004. — 286+3 с. — ISBN 5-257-01051-8
- Домашняя школа : [Я учусь читать. Игры с числами : Для дошк. возраста / Пер. с англ. А. Голова]. — М.: Росмэн, 2000. — 1+62+2 с. — (Вместе с мамой, вместе с папой). — ISBN 5-8451-0118-2
- История открытий : Энцикл. : Учеб. пособие для доп. образования / Пер. с англ. А. М. Голова. — М.: Росмэн, 1998. — 1+150 с. — (Содерж.: Изобретатели; Ученые / Струан Рейд и Патриция Фара. Первооткрыватели / Фелиси Эверетт и Струан Рэйд). — ISBN 5-7519-0476-1
  -  — М.: Росмэн, 1999. — 150 с. — ISBN 5-257-00632-4
  -  — М.: Росмэн, 2000. — 1+149+1 с. — ISBN 5-8451-0122-0
  -  — М.: Росмэн, 2001. — 149+1 с. — ISBN 5-8451-0775-X
  -  — М.: Росмэн Росмэн-пресс, 2002. — 1+149+2 с. — ISBN 5-353-00094-3
  -  — М.: Росмэн Росмэн-пресс, 2003. — 149+1 с. — ISBN 5-353-00094-3
- Косы. Бусы. Ожерелья : [Сб.] / Пер. с англ. А. М. Голова и Л. Я. Гальперштейна. — М.: Росмэн, 1997. — 1+58+5 с. — (Наши руки не для скуки). — ISBN 5-7519-0454-0
- Книга для девчонок : Косы. Бусы. Ожерелья : [Сб.] / Пер. с англ. А. М. Голова и Л. Я. Гальперштейна. — М.: Росмэн, 1998. — 1+59+5 с. — (Наши руки не для скуки). — ISBN 5-257-00304-X
  -  — М.: Росмэн, 2000. — 2+59+5 с. — ISBN 5-8451-0113-1
  -  — М.: Росмэн, 2001. — 59+5 с. — ISBN 5-8451-0599-4
- Тайны живой природы : Учеб. пособие для доп. образования : [Для мл. и сред. шк. возраста : Сб.] / Пер. с англ. А. М. Голова. — М. : Росмэн, 1998. — 198 с. — ISBN 5-7519-0478-8
  -  — М.: Росмэн, 2000. — 197+2 с. — ISBN 5-8451-0121-2
  -  — М.: Росмэн Росмэн-пресс, 2002. — 197 с. — ISBN 5-353-00206-7
  -  — М.: Росмэн, 2006. — 198 c. — ISBN 5-353-00206-7
  -  — М.: Росмэн, 2008. — 199 с. — ISBN 978-5-353-00206-2

См. также:
- Переводы А. Голова. Лаборатория Фантастики. Дата обращения: 8 марта 2016.